# 開原市
開原市（かいげん-し）は中華人民共和国遼寧省鉄嶺市に位置する県級市。

## 地理
開原市は遼寧省北部、遼河中流域東岸に位置する。東は西豊県及び清原満族自治県、南は鉄嶺県、西は法庫県及び昌図県、北は吉林省梨樹県と接する。

## 歴史
開原の地名は元代の1236年に現在の黒竜江省に設置された開元万戸府に由来する。1296年（元貞2年）、開元万戸府は開元路と改称、明代になると1388年（洪武21年）に治所が現在の開原老城に当たる咸平府に移転した際に開原と改称された。
行政区画としては明代に設置された三万衛が開原市の前身である。1664年（康熙3年）、三万衛は廃止となり開原県(keyen hiyan)が設置された。1988年、県級市に改編され開原市が誕生、現在に至る。
なお開原老城から離れた場所に出来た開原駅への連絡と、隣接する西豊県からの物資輸送のために、戦前に開豊鉄道という私鉄が開原-南関-西豊間・南関-東関間に存在した。この路線は戦後中国国鉄の路線となったが、現在は旅客営業を廃止し貨物線となっている。

## 行政区画
3街道弁事処、14鎮、2民族鎮、1民族郷を管轄する。
- 街道弁事所：新城街道、老城街道、開原街道
- 鎮：威遠堡鎮、慶雲堡鎮、中固鎮、八棵樹鎮、金溝子鎮、八宝鎮、業民鎮、蓮花鎮、靠山鎮、馬家寨鎮、下肥鎮、松山鎮、城東鎮、李家台鎮
- 民族鎮：上肥地満族鎮、黄旗寨満族鎮
- 民族郷：林豊満族郷

## 交通

### 鉄道
- 中国国家鉄路集団
  - 哈大旅客専用線
    - 開原西駅

  - 京哈線
    - 開原駅

  - 開源線（中国語版）

### 道路
- 高速道路
  -  京哈高速道路
  -  遼開高速道路

国道
- -  G102国道
  -  G229国道（中国語版）
  -  G505国道（中国語版）

## 出身者
- 盛世才
- 高崇民
- 趙本山